# Виттельсбахи
Ви́ттельсбахи (нем. Wittelsbach) — немецкий феодальный род, с конца XII века и до конца Первой мировой войны правивший Баварией, Курпфальцем, а также некоторыми близлежащими землями. Пытались выводить своё происхождение от Луитпольдингов.
Род получил своё название от замка Виттельсбах, до начала XIII века стоявшего на реке Зале в Верхней Баварии. Первые Виттельсбахи были маркграфами Мейсенскими и ландграфами Тюрингскими, после падения Генриха Льва (1180) закрепились в Баварском герцогстве. В 1214 году утвердились в Рейнском Пфальце.
Во второй четверти XIV века разделились на две основные линии — старшую (пфальцграфы Рейнские) и младшую (герцоги Баварские). Пфальцграфы Рейнские в 1356 году стали курфюрстами. В 1623 году этот титул перешёл к герцогам Баварским, однако в 1648 году по Вестфальскому миру был создан ещё один титул курфюрста для Рейнских пфальцграфов.
Младшая линия угасла в 1777 году, после чего герцогский титул перешёл в старшую линию (Пфальц-Цвейбрюкенская ветвь). В 1806 году герцоги Баварские стали королями, а герцогский титул перешёл к гельнгаузенской ветви Пфальц-Цвейбрюкенского дома. Одна из морганатических ветвей Виттельсбахов с XV века носит титул графов и князей Лёвенштейнов.
В разное время Виттельсбахи были курфюрстами Бранденбургскими (1351—1364), графами Голландскими (1353—1417), королями датскими (1440—1448), чешскими (1619—1620), шведскими (1654—1741), греческими (1832—1862), а также императорами Священной Римской империи (1314—1347, 1400—1410, 1742—1745). По мнению якобитов, именно Виттельсбахам принадлежат в настоящее время права на британскую корону. Представителями рода вручается старинный орден святого Губерта.

## ГерцогиБаварии,Верхней Баварии,пфальцграфыРейнские (829—1294)
- Эрнст I
- Эрнст II
- Луитпольд (860—907), мкгр. с 889
- Арнульф Злой (?—937), герц. с 907
- Эберхард (?—940), герц. 937—938
- Бертольд (?—947), герц. с 938
- Генрих III (940—989), герц. 983—985
- Оттон I Красноголовый (1117—1183), герц. с 1180
- Людвиг I Кельгеймский (1173—1231), герц. с 1183
- Оттон II Светлейший (1206—1253), герц. с 1231
- Людвиг II Строгий (1229—1294) — герц. с 1253

## Герцоги Баварии с 1301 года
- Людвиг IV (1281/82 — 1347), сын Людвига II, герцог Верхней Баварии (1301—1341), Римский король (1314—1328), Римский император, присно август, король Германии (1328—1347), герцог Баварии (1340—1347)
- Людвиг V (1315—1361), сын Людвига IV, маркграф Бранденбурга (1324—1351), граф Тироля (1342—1361), герцог Баварии (1347—1349), герцог Верхней Баварии (1349—1361)
- Стефан II (1319—1375), сын Людвига IV, герцог Баварии (1347—1349), герцог Нижней Баварии (1349—1353), герцог Нижней Баварии-Ландсхут (1353—1375)
- Людвиг VI (1328/30 — 1364/65), сын Людвига IV, герцог Баварии (1347—1349), герцог Верхней Баварии (1349—1351), маркграф Бранденбурга (1351—1356), маркграф и курфюрст Бранденбурга (1356—1365)
- Вильгельм I (1332—1389), сын Людвига IV, граф Эно, Голландии и Зеландии (1345—1389), герцог Баварии (1347—1349), герцог Нижней Баварии (1349—1353), герцог Нижней Баварии—Штраубинг (1353—1358)
- Альбрехт I (1336—1404), сын Людвига IV, герцог Баварии (1347—1349), герцог Нижней Баварии (1349—1353), герцог Нижней Баварии—Штраубинг (1353—1404), граф Эно, Голландии и Зеландии (1389—1404)
- Оттон V (1346—1379), сын Людвига IV, герцог Баварии 1347—1349, маркграф Бранденбурга (1351—1365), маркграф и курфюрст Бранденбурга (1365—1375), герцог Нижней Баварии-Ландсгут (1375—1379)
- Альбрехт IV (1447—1508), сын Альбрехта III, герцог Баварии-Ингольштадт (1465—1504), герцог Баварии (1504—1508)
- Вильгельм IV (1493—1550), сын Альбрехта IV, герцог Баварии (1508—1514 и 1545—1550), герцог Баварии-Мюнхен (1514—1545)

- Альбрехт V (1528—1579), сын Вильгельма IV, герцог Баварии (1550—1579)
- Вильгельм V (1548—1626), сын Альбрехта V, герцог Баварии 1579—1597
- Максимилиан I (1573—1651), сын Вильгельма V, герцог Баварии (1597—1651), курфюрст Пфальца (1623—1649)
- Фердинанд (1636—1679), сын Максимилиана I, герцог и курфюрст Баварии (1651—1679)
- Максимилиан II (1662—1726), сын Фердинанда, герцог и курфюрст Баварии (1679—1726)
- Карл Альбрехт (1697—1745), сын Максимилиана II, герцог и курфюрст Баварии (1726—1745), король Чехии (1741—1745), император Священной Римской империи (1742—1745)
- Максимилиан III (1727—1777), сын Карла Альбрехта, герцог и курфюрст Баварии (1745—1777)
- Карл II Теодор (1724—1799), сын Иоганна Кристиана, пфальцграфа Зульцбахского (1733—1742), курфюрст Пфальца, герцог Юлиха и Берга (1742—1799), герцог и курфюрст Баварии (1777—1799)
- Максимилиан IV (1756—1825), сын Фридриха Михаэля, герцог Пфальц-Цвейбрюккена (1795—1801), герцог Берга (1799—1803), герцог и курфюрст Баварии (1799—1805), курфюрст Пфальца (1799—1806), король Баварии (1805—1825).

## Герцоги Верхней Баварии
- Людвиг IV (1281/82 — 1347), сын Людвига II, герцог Верхней Баварии (1301—1341), Римский король (1314—1328), Римский император, присно август, король Германии (1328—1347), герцог Баварии (1340—1347)
- Людвиг V (1315—1361), сын Людвига IV, маркграф Бранденбурга (1324—1351), граф Тироля (1342—1361), герцог Баварии (1347—1349), герцог Верхней Баварии (1349—1361)
- Людвиг VI (1328/30 — 1364/65), сын Людвига IV, герцог Баварии (1347—1349), герцог Верхней Баварии (1349—1351), маркграф Бранденбурга (1351—1356), маркграф и курфюрст Бранденбурга (1356—1365)
- Мейнгард III (1344—1363), сын Людвига V, герцог Верхней Баварии и граф Тироля (1361—1363)

## Герцоги Нижней Баварии
- Стефан II р. 1319, сын Людвига IV, герцог Баварии 1347—1349, герцог Нижней Баварии 1349—1353, герцог Нижней Баварии-Ландсгут 1353—1375
- Вильгельм I р. 1332, сын Людвига IV, граф Эно, Голландии и Зеландии 1345—1389, герцог Баварии 1347—1349, герцог Нижней Баварии 1349—1353, герцог Нижней Баварии—Штраубинг 1353—1358
- Альбрехт I р. 1336, сын Людвига IV, герцог Баварии 1347—1349, герцог Нижней Баварии 1349—1353, герцог Нижней Баварии—Штраубинг 1353—1404, граф Эно, Голландии и Зеландии 1389—1404

## Герцоги Нижней Баварии-Ландсгут
- Стефан II р. 1319, сын Людвига IV, герцог Баварии 1347—1349, герцог Нижней Баварии 1349—1353, герцог Нижней Баварии-Ландсгут 1353—1375
- Оттон V, сын Людвига IV, герцог Баварии 1347—1349, маркграф Бранденбурга 1351—1365, маркграф и курфюрст Бранденбурга 1365—1375, герцог Нижней Баварии-Ландсгут 1375—1379
- Стефан III р. 1337, сын Стефана II, герцог Нижней Баварии-Ландсгут 1375—1392, герцог Баварии-Ингольштадт 1392—1395, герцог Баварии-Мюнхен 1395—1413
- Фридрих II р. 1339, сын Стефана II, герцог Нижней Баварии-Ландсгут 1375—1392, герцог Баварии-Ландсгут 1392—1393
- Иоганн II р. 1341, сын Стефана II, герцог Нижней Баварии-Ландсгут 1375—1392, герцог Баварии-Мюнхен 1392—1395, герцог Баварии-Ингольштадт 1395—1397

## Герцоги Баварии-Ландсхут
- Фридрих II р. 1339, сын Стефана II, герцог Нижней Баварии-Ландсгут 1375—1392, герцог Баварии-Ландсгут 1392—1393
- Елизавета Ландсгут-Баварская
- Генрих XVI р. 1386, сын Фридриха II, герцог Баварии-Ландсгут 1393—1450
- Людвиг IX Богатый р. 1417, сын Генриха XVI, герцог Баварии-Ландсгут 1450—1479
- Георг р. 1455, сын Людвига IX, герцог Баварии-Ландсгут 1479—1503
- Елизавета Баварская (1478—1504) р. 1478, дочь Георга, герцогиня Баварии-Ландсгут 1503—1504
- Людвиг X р. 1495, сын Альбрехта IV, герцог Баварии-Ландсгут 1514—1545

## Герцоги Баварии-Ингольштадт
- Стефан III р. 1337, сын Стефана II, герцог Нижней Баварии-Ландсгут 1375—1392, герцог Баварии-Ингольштадт 1392—1395, герцог Баварии-Мюнхен 1395—1413
- Иоганн II р. 1341, сын Стефана II, герцог Нижней Баварии-Ландсгут 1375—1392, герцог Баварии-Мюнхен 1392—1395, герцог Баварии-Ингольштадт 1395—1397
- Эрнст р. 1373, сын Иоганна II, герцог Баварии-Ингольштадт 1397—1438
- Вильхельм III р. 1375, сын Иоганна II, герцог Баварии-Ингольштадт 1397—1435
- Адольф р. 1434, сын Вильхельма III, герцог Баварии-Ингольштадт 1435—1440
- Альбрехт III р. 1401, сын Эрнста, герцог Баварии-Ингольштадт 1438—1460
- Иоганн IV р. 1437, сын Альбрехта III, герцог Баварии-Ингольштадт 1460—1463
- Сигизмунд р. 1439, сын Альбрехта III, герцог Баварии-Ингольштадт 1460—1467
- Альбрехт IV р. 1447, сын Альбрехта III, герцог Баварии-Ингольштадт 1465—1504, герцог Баварии 1504—1508
- Кристоф р. 1449, сын Альбрехта III, герцог Баварии-Ингольштадт 1468—1485, ум. 1493

## Герцоги Баварии-Мюнхен
- Иоганн II р. 1341, сын Стефана II, герцог Нижней Баварии-Ландсгут 1375—1392, герцог Баварии-Мюнхен 1392—1395, герцог Баварии-Ингольштадт 1395—1397
- Стефан III р. 1337, сын Стефана II, герцог Нижней Баварии-Ландсгут 1375—1392, герцог Баварии-Ингольштадт 1392—1395, герцог Баварии-Мюнхен 1395—1413
- Людвиг VII р. 1365, сын Стефана III, герцог Баварии-Мюнхен 1413—1443, граф Мортэна 1416—1425
- Изабелла Баварская
- Людвиг VIII Горбатый р. 1403, сын Стефана III, герцог Баварии-Мюнхен 1443—1445
- Вильгельм IV р. 1493, сын Альбрехта IV, герцог Баварии 1508—1514, 1545—1550, герцог Баварии-Мюнхен 1514—1545

## Герцоги Нижней Баварии—Штраубинг
- Вильгельм I р. 1332, сын Людвига IV, граф Эно, Голландии и Зеландии 1345—1389, герцог Баварии 1347—1349, герцог Нижней Баварии 1349—1353, герцог Нижней Баварии—Штраубинг 1353—1358
- Альбрехт I р. 1336, сын Людвига IV, герцог Баварии 1347—1349, герцог Нижней Баварии 1349—1353, герцог Нижней Баварии—Штраубинг 1353—1404, граф Эно, Голландии и Зеландии 1389—1404
- Вильгельм II р. 1365, сын Альбрехта I, герцог Нижней Баварии—Штраубинг, граф Эно, Голландии и Зеландии 1404—1417
- Иоганн III р. 1373, сын Альбрехта I, князь—епископ Льежа 1389—1418, герцог Нижней Баварии—Штраубинг, граф Эно, Голландии и Зеландии 1417—1425, герцог Люксембурга 1418—1425
- Якоба р. 1401, дочь Виллема VI, графиня Эно, Голландии и Зеландии 1425—1436

## Ландграфы Лёйхтенберга
- Максимилиан Филипп р. 1638, сын Максимилиана I, ландграф 1666—1705
- Фердинанд р. 1699, сын Максимилиана II, ландграф 1714—1738

## Курфюрсты Пфальца
- Иоганн-Вильгельм р. 1658, сын Филиппа Вильхельма, пфальцграф на Рейне, герцог Юлиха и Берга 1685—1716, эрцшатмейстер и курфюрст Священной Римской империи 1685—1710, эрцтрухзес и курфюрст Священной Римской империи 1710—1716
- Карл III Филипп р. 1661, сын Филиппа Вильхельма, пфальцграф на Рейне, эрцтрухзес и курфюрст Священной Римской империи, герцог Юлиха и Берга 1716—1742
- Карл IV Теодор р. 1724, сын Иоханна Кристиана, герцог Зульцбаха 1733—1742, пфальцграф на Рейне, эрцтрухзес и курфюрст Священной Римской империи, герцог Юлиха и Берга 1742—1799, герцог Баварии 1777—1799
- Максимилиан IV р. 1756, сын Фридриха Михаэля, герцог Цвайбрюккена 1795—1801, пфальцграф на Рейне, герцог Берга 1799—1803, герцог Баварии 1799—1805, эрцтрухзес и курфюрст Священной Римской империи 1799—1806, король как Максимилиан I 1805—1825

## Короли Баварии
- Максимилиан I (король Баварии) р. 1756, сын Фридриха Михаэля, герцог Цвайбрюккена 1795—1801, пфальцграф на Рейне, герцог Берга 1799—1803, герцог Баварии Максимилиан IV 1799—1805, эрцтрухзес и курфюрст Священной Римской империи 1799—1806, король 1805—1825
- Людвиг I р. 1786, сын Максимилиана I, король 1825—1848, ум. 1868
- Максимилиан II (король Баварии) р. 1811, сын Людвига I, король 1848—1864
- Людвиг II р. 1845, сын Максимилиана II, король 1864—1886 (незадолго до смерти установлено регентство)
- Оттон (1848—1916), сын Максимилиана II, король 1886—1913 (фактически не царствовал из-за психического заболевания)
Луитпольд (1821—1912), сын Людвига I, дядя Людвига II и Отто, регент ввиду их душевной болезни (1886—1912)
- Людвиг III (1845—1921), сын Луитпольда, регент 1912—1913, король 1913—1918

## Короли Швеции
Пфальц-Цвейбрюкенская династия:
- Карл X Густав, 1654—1660;
- Карл XI, 1660—1697 (регентство, 1660—1672);
- Карл XII, 1697—1718;
- Ульрика Элеонора, 1719—1720;

## Король Греции
- Оттон I (король Греции) р. 1815, сын Людвига I, король (василевс) (1832—1862), ум. 1867

## Главы Баварского королевского дома
- Рупрехт Баварский р. 1869, сын Людвига III, кронпринц (1916—1955)
- Альбрехт (принц Баварии) р. 1905, сын Рупрехта, герцог Баварии, Франконии и в Швабии, пфальцграф на Рейне (1955—1996)
- Франц, герцог Баварии р. 1933, сын Альбрехта, герцог Баварии, Франконии и в Швабии, пфальцграф на Рейне с 1996 по настоящее время